# 수도방위사령부
수도방위사령부(首都防衛司令部, Capital Defense Command, 옛 Capital Garrison Command)는 대한민국의 수도인 서울특별시를 방위하는 임무를 맡고 있는 대한민국 육군본부 직할의 사령부이다. 본부는 서울특별시 관악구에 위치하고 있으며 수도권 외곽 지역의 방위 임무는 수도군단이 맡는다.
수도방위사령부는 대한민국 국군에 소속된 사령부 중 유일하게 대통령 직할 명령 체계에 소속되어 있는 사령부로, 전쟁 발발 시 모든 전시 작전통제권이 미국의 한미연합군사령부에게 넘어가도 수도방위사령부는 그에 간섭을 받지 아니하고 전시 작전통제권에 따라 오직 대통령의 명령으로만 작전을 수행한다. 야전군사령부급 부대인 제2작전사령부의 경우 전시에 한국 측이 통제를 하지만 수도방위사령부와는 달리 대통령 직할 명령 체계가 아닌 합동참모의장 직할 명령 체계에 소속되어 있다.

## 역사

### 창설
최초에는 광복을 맞이하고 1949년 6월 20일 수도인 서울을 지키기 위해 수도경비사령부가 창설되었다가 한국 전쟁 동안 수도 사단에 편입되면서 해체되었다.
이후 〈국가재건최고회의령〉 제37호에 의거하여 1961년 6월 1일 서울시 용산구에서 수도방위사령부가 다시 창설되었다. 창설 초기에는 국가재건최고회의 직속의 권력 보위 부대로 기능하였다. 창설 후 1년이 지난 1962년에 서울시 중구로 사령부가 이전하였으며, 1963년 12월에 국가재건최고회의 직속에서 육군본부 예속으로 상급 지휘부를 변경하시키는 동시에 수도경비사령부로 개칭하였다. 수도를 방위하는 역할만을 담당하고 있던 중, 1·21 사태 이후, 대침투작전 임무가 추가되었다. 
1984년에 서울 근교의 다수 훈련단과 동원사단을 배속받고 군단급 부대인 현재의 수도방위사령부로 개칭하였다. 1990년에 한강 이북에 2개의 예하 동원사단이 창설되었으며, 1991년 3월 1일 다시 중구에서 관악구로 사령부를 이전하였다.
1996년에 12월 17일, 예하 부대 제30, 33경비단이 제1경비단으로 병합되었다
2008년 11월 24일, 국방부에서 발표한 국방개혁 2020에 따르면, 제7기동군단 이외에도 1개 기동군단을 늘리고 수도방위사령부를 해체할 예정이었다. 그에 따라 수도 내부의 방위를 포함하여 수도 전체를 수도군단에서 이임할 예정이었으나, 계획안을 수정하여 반대로 수도군단을 해체하고 수도방위사령부를 군단급 제대로 증편하면서 포병 전력과 기동 전력을 대폭 강화시키는 방향으로 바꾸었지만 국방개혁 2020이 폐지됨에 따라 취소되었다.
2011년 11월 30일, 국방개혁 기본계획에 의거한 수방사 개편에 따라 제57향토보병사단이 제56향토보병사단에 통폐합되었다. 그리고 다음날 12월 1일, 수도권과 서울로 이원화되어 있는 수도권 방공작전을 단일화하기 위해 제10방공단이 제3야전군의 제1방공여단과 통폐합되어 수도방위사령부에 예속되었다.
2011년 12월 1일, 사령부의 유일한 기갑부대였던 제19전차대대가 기계화보병부대로 개편된 제8사단 예하 16연대(현재 "제16기계화보병여단")로 전속하였다.
2016년 11월 30일, 제71동원보병사단이 해체되었다.
2018년 4월 6일 예하에 있던 제60동원보병사단이 동원전력사령부로 이관되었다.
2024년 12월 3일, 수도방위사령부 예하 특수임무대 체포조가 국회의사당 진입을 시도하였다가 계엄령 해제 요구 결의안이 통과되면서 물러났다.

## 산하 조직

### 직할 부대
- 본부근무대
- 제52향토보병사단 "화살"
- 제56향토보병사단 "북한산"
- 제1방공여단; 2011년 12월 1일, 배속
- 군사경찰단
- 제1경비단
- 제122정보통신단
- 제1113공병단[note 4]
  - 본부중대
  - 장비중대
  - 제151공병대대
  - 제313시추대대
- 방패교육대 - 수방사 예하부대 분대장 교육 및 신병 자대배치 대기소
- 제1문서고관리대
- 제35육로이동관리대
- 제22화생방대대
- 제35특공대대 "독거미"; 1991년 3월 1일, 창설
  - 여군특임중대[note 5]
- 군수지원대대

### 지원부대
- 수도군수지원단 (제1군수지원사령부)
- 제12항공단 (육군항공사령부)

### 그 외
아래의 목록에 있는 부대는 행정서류에는 수도방위사령부 산하로 기록되어 있으나, 대통령경호처에서 작전통제를 한다.
- 제33군사경찰경호대(편제상 군사경찰단 예속)
- 제55경비단
- 제88경호지원대(편제상 군수지원대대 예속, 일부 대대는 제1113공병단 배속)

## 사진첩

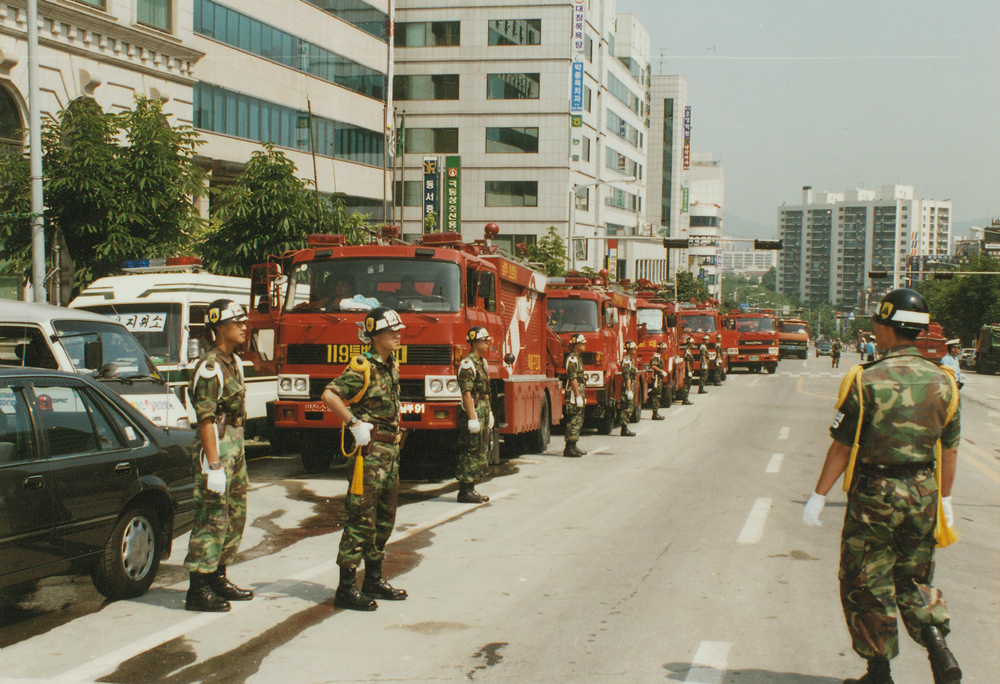
삼풍백화점 붕괴 사고 당시 사고 현장을 통제하고 있는 수도방위사령부 헌병대원들
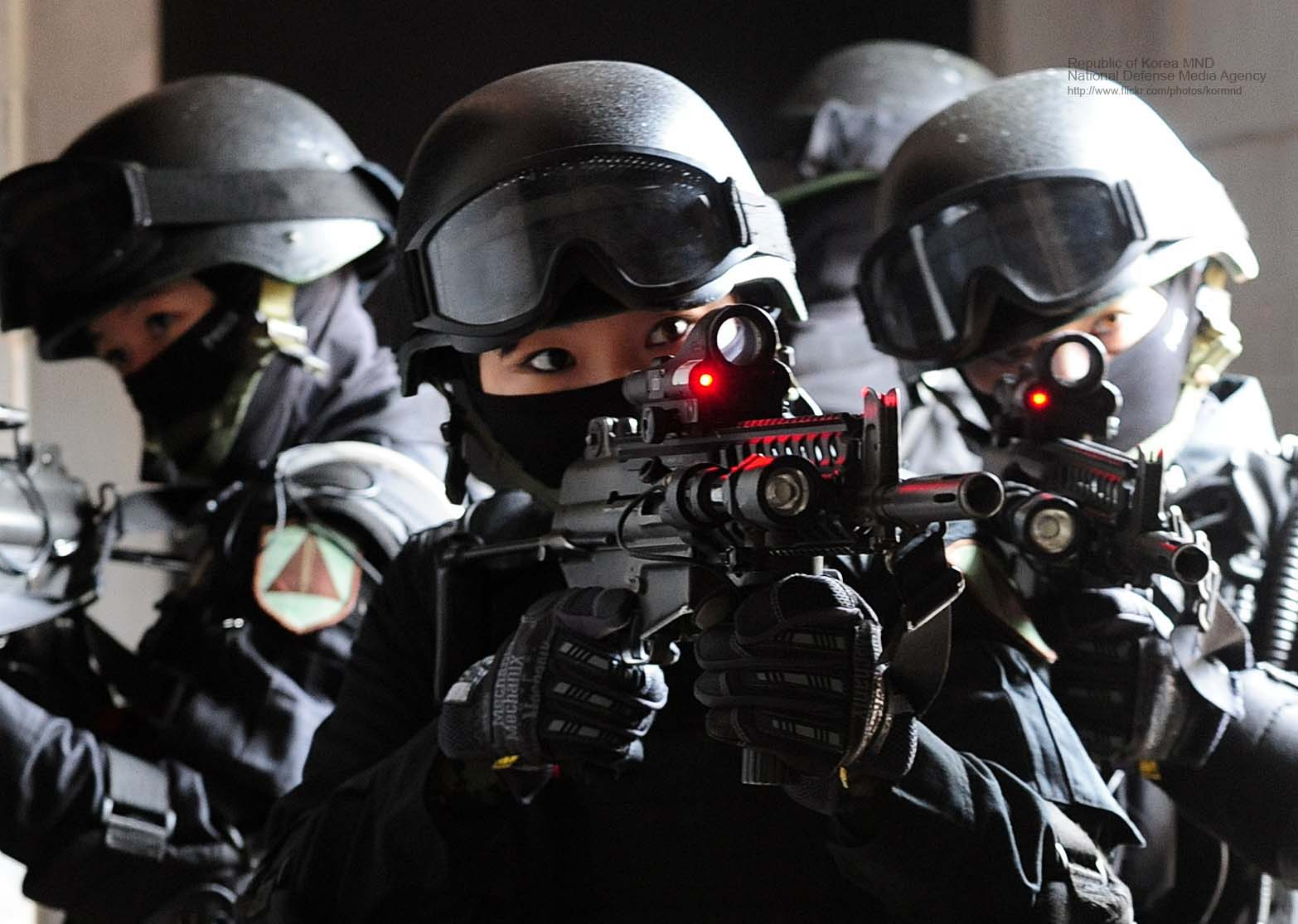
여군 특임요원으로 구성된 수도방위사령부 제35특수임무대대(舊 제35특공대대) 태호부대(舊 독거미부대) 특임중대원들의 대테러 훈련 모습
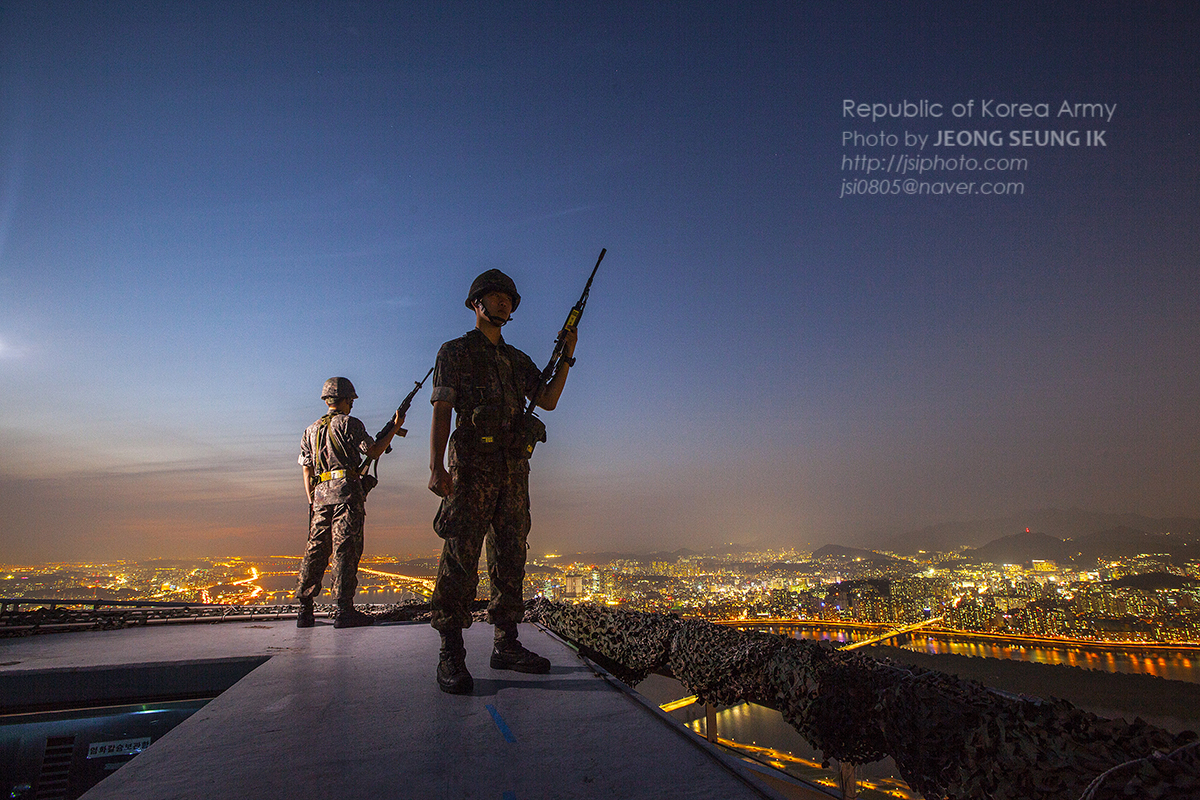
서울 도심에서 야간 방공 경계임무를 수행 중인 수도방위사령부 장병들
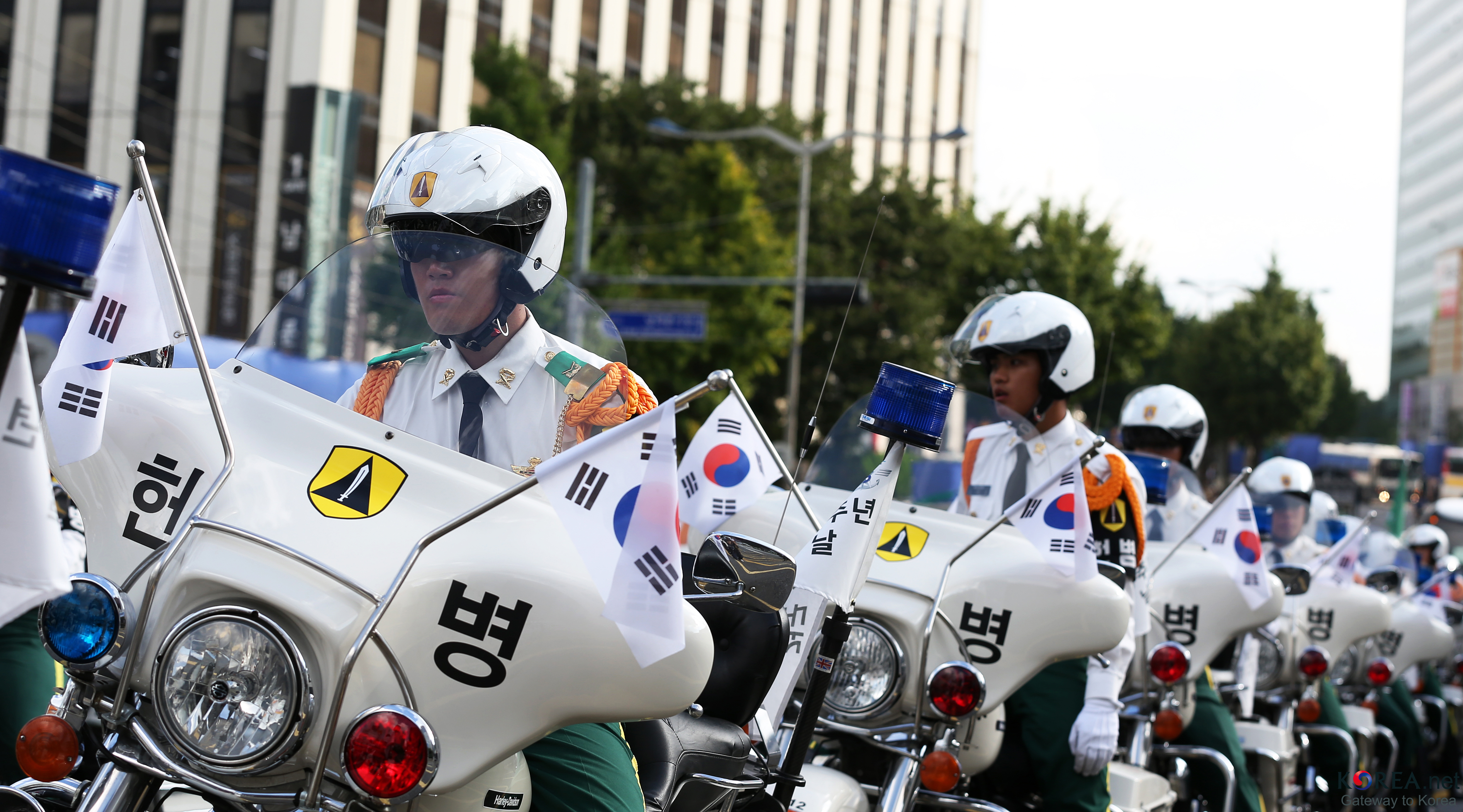
수도방위사령부의 MC군사경찰

## 역대 사령관
| #              | 성명           | 계급       | 기간                                | 비고               |
| -------------- | -------------- | ---------- | ----------------------------------- | ------------------ |
| 수도경비사령관 |                |            |                                     |                    |
| 초대           | 김진위(金振暐) |            |                                     |                    |
| 2대            | 최우근(崔宇根) |            |                                     |                    |
| 3대            | 윤필용(尹必鏞) |            |                                     |                    |
| 4대            | 진종채(陳鍾埰) |            |                                     |                    |
| 5대            | 차규헌(車圭憲) |            |                                     |                    |
| 6대            | 전성각(全成珏) |            |                                     |                    |
| 7대            | 장태완(張泰玩) | 소장(少將) | 1979년 11월 19일 ~ 1979년 12월 12일 |                    |
| 8대            | 노태우(盧泰愚) | 소장(少將) | 1979년 12월 13일 ~ 1980년 8월 23일  | 제13대 대통령 역임 |
| 9대            | 박세직(朴世直) |            |                                     |                    |
| 10대           | 최세창(崔世昌) |            |                                     |                    |
| 수도방위사령부 |                |            |                                     |                    |
| 11대           | 이종구(李鐘九) |            |                                     |                    |
| 12대           | 고명승(高明昇) |            |                                     |                    |
| 13대           | 권병식(權丙植) |            |                                     |                    |
| 14대           | 김진영(金振永) |            |                                     |                    |
| 15대           | 구창회(具昌會) |            |                                     |                    |
| 16대           | 김진선(金鎭渲) |            |                                     |                    |
| 17대           | 안병호(安秉浩) |            |                                     |                    |
| 18대           | 도일규(都日圭) |            |                                     |                    |
| 19대           | 한승의(韓勝義) |            |                                     |                    |
| 20대           | 김인종(金仁鍾) |            |                                     |                    |
| 21대           | 남재준(南在俊) |            |                                     |                    |
| 22대           | 김창호(金昌鎬) |            |                                     |                    |
| 23대           | 이상태(李商泰) |            |                                     |                    |
| 24대           | 김태영(金泰榮) | 중장(中將) | 2004년 5월 27일 ~ 2005년 5월 2일    | 국방부 장관 역임   |
| 25대           | 이영계(李永桂) | 중장(中將) | 2005년 5월 2일 ~ 2006년 12월 4일    |                    |
| 26대           | 한민구(韓民求) | 중장(中將) | 2006년 12월 4일 ~ 2008년 4월        | 국방부 장관 역임   |
| 27대           | 박정이(朴正二) | 중장(中將) |                                     |                    |
| 28대           | 권혁순(權赫舜) | 중장(中將) |                                     |                    |
| 29대           | 박남수(朴南秀) | 중장(中將) |                                     |                    |
| 30대           | 신원식(申元植) | 중장(中將) | 2012년 ~ 2013년                     | 국방부 장관 역임   |
| 31대           | 김용현(金龍顯) | 중장(中將) | 2013년~2015년                       | 국방부 장관 역임   |
| 32대           | 구홍모(具洪謀) | 중장(中將) | 2015년 ~ 2017.9월                   |                    |
| 33대           | 김정수(金政秀) | 중장(中將) | 2017년 ~ 2019년                     |                    |
| 34대           | 김선호(金善鎬) | 중장(中將) | 2019년 ~ 2020년 5월                 | 국방부 차관 역임   |
| 35대           | 김도균(金度均) | 중장(中將) | 2020년 ~ 2022년                     |                    |
| 36대           | 김규하(金圭河) | 중장(中將) | 2022년 ~ 2023년                     |                    |
| 37대           | 이진우(李鎭雨) | 중장(中將) | 2023년 ~ 2024년                     | [ 10 ] [ 11 ]      |
| 직무대리       | 김호복         | 중장(中將) | 2024년 ~                            |                    |

## 같이 보기
- 부대 목록
- 수도군단
- 5·17 쿠데타
- 12·12 군사 반란
- 2024년 대한민국 비상계엄

## 참고

### 인용
1. ↑  〈수도경비사령부설치령〉 각령 제1704호, 1963년 12월 16일 제정, 1963년 12월 17일 시행
2. ↑  김민석 (1996년 12월 16일). “12.12 모의 정치군인 産室 경복궁 30경비단 마감”. 중앙일보. 2012년 2월 1일에 확인함.
3. ↑  이대건 (2008년 11월 24일). “육군 군단 1개 증편...수방사 해체”. YTN. 2011년 4월 19일에 확인함.
4. ↑  김지훈 (2008년 11월 25일). “수방사 군단급으로 부대 개편”. 서울신문. 2011년 4월 19일에 확인함.
5. ↑  김가영 (2011년 12월 1일). “서울 북부 최정예 부대 `우뚝'”. 국방일보. 2014년 10월 6일에 원본 문서에서 보존된 문서. 2011년 12월 21일에 확인함.
6. ↑  박동욱 (2011년 12월 1일). “수도방위사령부, 제1방공여단 창설식”. 뉴시스. 2014년 10월 6일에 원본 문서에서 보존된 문서. 2011년 12월 21일에 확인함.
7. ↑  김가영 (2012년 5월 31일). “부대열전<70>육군수도방위사령부 1방공여단”. 국방일보. 2014년 10월 6일에 원본 문서에서 보존된 문서. 2012년 7월 7일에 확인함.
8. ↑  나세웅 (2024년 12월 4일). “"국회 투입 계엄군은 특전사·수방사 소속 최정예부대"”. 2024년 12월 8일에 확인함.
9. ↑  (한국어) 대한민국 국방부 인사복지실 (2019년 5월 7일), 〈190507 〔보도자료〕 2019년 전반기 장군인사.hwp〉, 《19년 전반기 장성급 장교 인사 단행》, 정부24, 2019년 5월 25일에 원본 문서에서 보존된 문서, 2019년 5월 25일에 확인함
10. ↑  직무정지
11. ↑  지상작전사령부 대기발령

### 자료
- “수도방위사령부령”. 국가법령정보센터. 2008년 2월 29일. 2012년 2월 1일에 확인함.